# Octomeria palmyrabellae
Octomeria palmyrabellae é uma espécie de orquídea (Orchidaceae) originária do Brasil.